# جایزه بوکر ۲۰۱۴
جایزه ادبی من بوکر ۲۰۱۴ در مراسمی در ۱۴ اکتبر ۲۰۱۴ اهدا شد. تا سال ۲۰۱۴، فقط رمان‌هایی که به انگلیسی و از نویسندگان کشورهای مشترک‌المنافع، از جمله انگلیس، جمهوری ایرلند و زیمبابوه نوشته شده بودند، قابل بررسی بودند. با این حال از سال ۲۰۱۴ قوانین برای گسترش واجد شرایط بودن به هر رمان نوشته شده به انگلیسی تغییر یافت. بنابراین اولین بار است که در تاریخ این جایزه نویسندگان از ایالات متحده آمریکا وارد می‌شوند.

## هیئت داوری
هیئت داوران توسط ای. سی. گریلینگ ریاست می‌شود و متشکل از Jonathan Bate , Sarah Churchwell , Daniel Glaser , Alastair Niven و Erica Wagner است.

## نامزدها

### نامزدها (فهرست کلی)
فهرست کلی از سیزده عنوان در ۲۳ ژوئیه ۲۰۱۴ اعلام شد.
| نویسنده        | عنوان                                 | ژانر(ها)    | کشور         | ناشر             |
| -------------- | ------------------------------------- | ----------- | ------------ | ---------------- |
| جوشوا فریس     | برای برخاستن دوباره در یک ساعت شایسته | رمان        | ایالات متحده | وایکینگ پرس      |
| ریچارد فلانگان | جاده باریک به شمال عمیق               | رمان تاریخی | استرالیا     | Chatto & Windus  |
| کارن جوی فاولر | همه ما کاملاً در کنار خود هستیم        | رمان        | ایالات متحده | داستان مار       |
| سیری هاستودت   | جهان فروزان                           | رمان        | ایالات متحده | عصا پرس          |
| هوارد جاکوبسون | ج                                     | رمان        | انگلستان     | جاناتان کیپ      |
| پل کینگزنورث   | بیدار شدن                             | رمان تاریخی | انگلستان     | بی بند و باری    |
| دیوید میچل     | ساعتهای استخوانی                      | رمان        | انگلستان     | عصا پرس          |
| نیل موکرجی     | زندگی دیگران                          | رمان        | انگلستان     | Chatto و Windus  |
| دیوید نیکلز    | ما                                    | رمان        | انگلستان     | هودر و استوتون   |
| جوزف اونیل     | سگ                                    | رمان        | ایرلند       | املاک چهارم      |
| ریچارد پاورز   | اورفئو                                | رمان        | ایالات متحده | کتابهای آتلانتیک |
| علی اسمیت      | چگونه هر دو باشیم                     | رمان تاریخی | انگلستان     | هامیش همیلتون    |
| نایل ویلیامز   | تاریخ باران                           | رمان        | ایرلند       | بلومزبری         |

### نامزدها (فهرست نهایی)
فهرست نهایی شش رمان در ۹ سپتامبر ۲۰۱۴ اعلام شد.
| نویسنده        | عنوان                                 |
| -------------- | ------------------------------------- |
| جوشوا فریس     | برای برخاستن دوباره در یک ساعت شایسته |
| ریچارد فلانگان | جاده باریک به شمال عمیق               |
| کارن جوی فاولر | همه ما کاملاً در کنار خود هستیم        |
| هوارد جاکوبسون | ج                                     |
| نیل موکرجی     | زندگی دیگران                          |
| علی اسمیت      | چگونه هر دو باشیم                     |